# Люблинская уния (картина)
«Люблинская уния» (пол. Unia lubelska) — историческая картина польского художника Яна Матейко, написанная в 1869 году, к 300-летию подписания Люблинской унии между Польшей и Литвой. Хранится в Национальном музее в Люблине.

## Описание и история картины
На картине изображён момент подписания унии между Королевством Польским и Великим княжеством Литовским во время сейма в Люблине в 1569 году. В центре картины с крестом в правой руке стоит король польский и великий князь литовский Сигизмунд II Август. У большого евангелия — примас Польши Якуб Уханьский, перед ним стоит на одном колене, с текстом унии в руке, кастелян краковский Мартин Зборовский. В действительности он умер ещё в 1565 году, но Матейко всё же изобразил его как горячего сторонника объединения Польши и Литвы.
«Люблинская уния» считается одной из лучших работ Матейко. За неё художник был награжден в 1870 году французским орденом Почётного легиона. После Второй мировой войны полотно, захваченное немцами, было случайно найдено в селе Сьезика вместе с двумя другими работами Матейко. В память об этом событии село некоторое время называлось Матейковице.